# Voile rouge (roman)
Voile rouge (Red Mist, dans l'édition originale en anglais) est un roman policier et thriller américain de Patricia Cornwell publié en 2011. C'est le dix-neuvième roman de la série mettant en scène le personnage de Kay Scarpetta.

## Résumé
Kay Scarpetta, bien déterminée à découvrir les raisons du meurtre de son assistant Jack Fielding, se rend au pénitencier de femmes de Géorgie, où une prisonnière affirme détenir des informations sur ce dernier. Elle évoque aussi d'autres assassinats sans relations apparentes : une famille d'Atlanta décimée dans le couloir de la mort.
Peu après, Jaime Berger, ancienne procureur de New York, convoque Kay Scarpetta à un dîner, mais dans quel but ? Kay comprend que le meurtre de Fielding et celui auquel elle a échappé autrefois constituent le début d'un plan destructeur. Face à un adversaire malade et dangereux, elle traverse enfin le voile rouge qui l'empêchait de comprendre.

## Éditions
Édition originale américaine
- (en) Patricia Cornwell, Port Mortuary, New York, G. P. Putnam's Sons, 6 décembre 2011 (ISBN 978-1-4087-0232-1)

Édition française
- Patricia Cornwell et Andrea H. Japp (traductrice) (trad. de l'anglais), Voile rouge : roman [« Red mist »], Paris, Éditions des Deux  Terres, 21 mars 2012, 456 p. (ISBN 978-2-84893-112-8, BNF 42616354)
- Patricia Cornwell et Andrea H. Japp (traductrice) (trad. de l'anglais), Voile rouge [« Red mist »], Paris, Librairie générale française, coll. « Le Livre de poche Thriller », 27 mars 2013, 617 p. (ISBN 978-2-253-16871-3, BNF 43728880)